# Agliè
Agliè (Ajé en piamontés [cita requerida]) es un municipio italiano situado en la ciudad metropolitana de Turín, de la región de Piamonte.

## Geografía
Esta ubicadá a 35 km al norte de Turín. Este pequeño municipio (13,3 km²), surge en el Canavese, a los pies de las colinas de Macugnano.
El municipio de Agliè contiene las frazioni (subdivisiones, normalmente pueblos y aldeas) Madonna delle Grazie, Santa Maria y San Grato.
Agliè limita con los siguientes municipios: San Martino Canavese, Torre Canavese, Bairo, Vialfrè, Cuceglio, San Giorgio Canavese, y Ozegna.

## Topónimo
Según Gian Domenico Serra, célebre lingüista, el topónimo derivaría del nombre del romano Alliacus por modificaciones sucesivas. Otras hipótesis son que el nombre deriva del país de Ala Dei (ala de Dios), en referencia a la planta del castillo originario forma un ala desplegada hacia oriente «de donde surgirá el verdadero sol para restaurar el mundo de la paz».

## El castillo

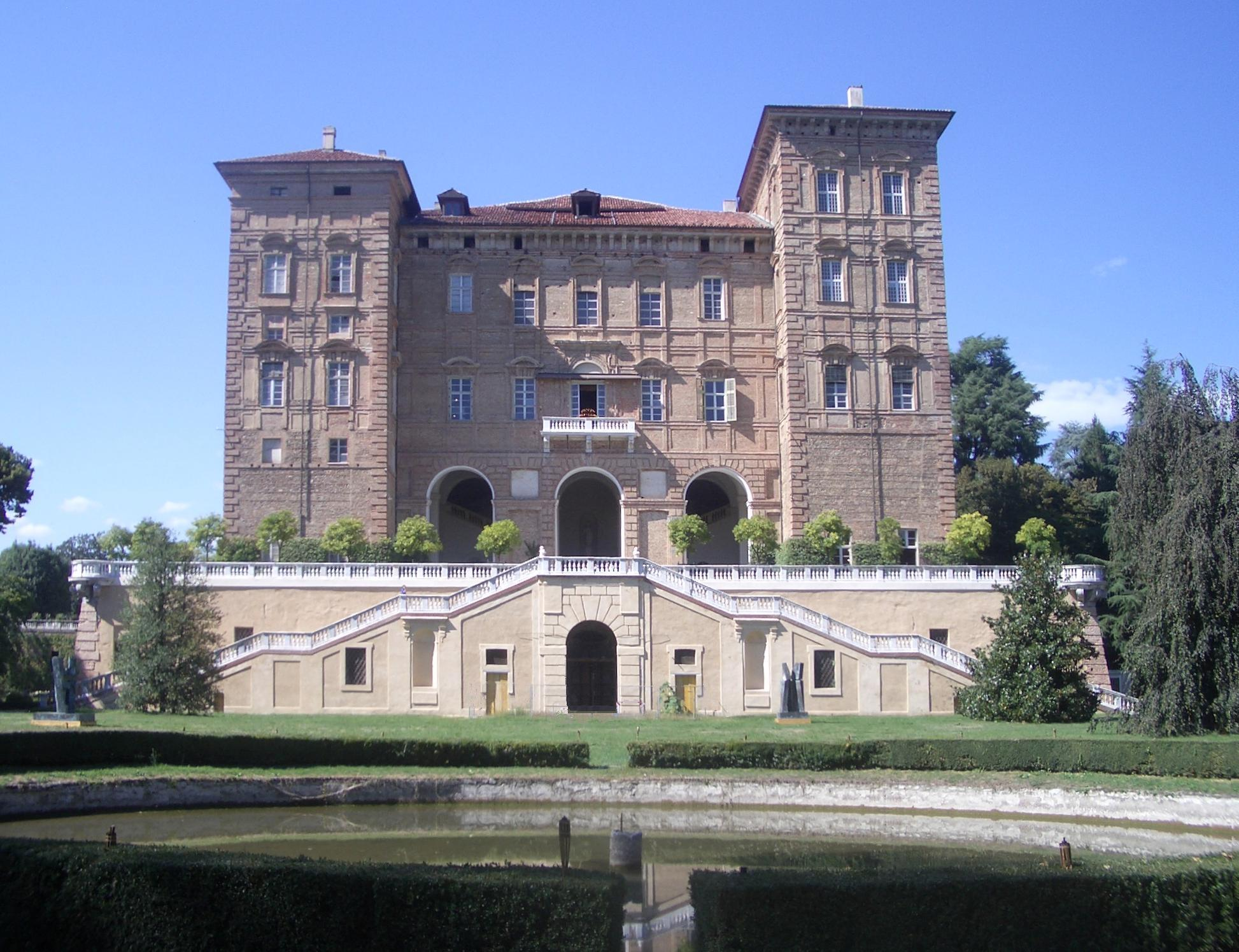
El Castillo de Agliè, una de las residencias de la casa real de Saboya Patrimonio de la Humanidad.

Agliè es conocida por su importante castillo ducal que forma parte del circuito de los castillos del Canavese. Datado en el siglo XII, en origen fue propiedad de los condes San Martino de Agliè. 
Transformado en el siglo XVII en un palacio señorial del conde Filippo di Agliè, fue devastado durante la invasión de los franceses de 1706; fue después adquirido en 1765 por Carlos Manuel III de Saboya para ser reformado de manera radical con posterioridad. Em 1939 los príncipes de Saboya-Génova vendieron al estado el castillo por la suma de 7 millones de liras, aproximadamente 5.590.000 € de septiembre de 2007. 
El castillo en Agliè fue usado como decorado de la popular telenovela italiana Elisa di Rivombrosa    como Rivombrosa.

## Evolución demográfica
| Gráfica de evolución demográfica de Agliè entre 1861 y 2011 |
|                                                             |
| Fuente ISTAT - elaboración gráfica de Wikipedia             |

## Personalidades célebres
Agliè hecho ilustre por personajes como Filippo d'Agliè y Guido Gozzano.